# Formation d'Allenby
Pour les articles homonymes, voir Allenby.
La formation d'Allenby est une formation géologique de roches sédimentaires d'âge Éocène supérieur et moyen située en Colombie Britannique (Canada). Elle est constituée de conglomérats, de grès entrelacés de shale et de charbon. Les gisements de charbon contiennent une abondance de fossiles d'insectes, de poissons et de plantes, issus des shales depuis 1877, les plus connus sont ceux de Princeton Chert.

## Flore

### Conifères, fougères et ginkgos
| Nom                       | Autorité           | Année | Famille      | Images |
| ------------------------- | ------------------ | ----- | ------------ | ------ |
| Abies milleri             | Shorn & Wehr, 1986 | 2013  | Pinaceae     |        |
| Azolla primaeva           | Arnold, 1955       | 1955  | Salviniaceae |        |
| Ginkgo biloba,            | Linnaeus           | 2002  | Ginkgoaceae  |        |
| Ginkgo dissecta,          | Mustoe, 2002       | 2002  | Ginkgoaceae  |        |
| Metasequoia occidentalis, | (Newberry) Chaney  | 1987  | Cupressaceae |        |

### Angiospermes
| Nom                         | Autorité                           | Année | Famille          | Images |
| --------------------------- | ---------------------------------- | ----- | ---------------- | ------ |
| Acer rousei                 | Wolfe & Tanai                      | 1987  | Sapindaceae      |        |
| Acer stewarti               | Wolfe & Tanai                      | 1987  | Sapindaceae      |        |
| Acer stonebergae            | Wolfe & Tanai                      | 1987  | Sapindaceae      |        |
| Acer toradense              | Wolfe & Tanai                      | 1987  | Sapindaceae      |        |
| Alnus parvifolia            | (Berry) Wolfe & Wehr               | 2013  | Betulaceae       |        |
| Betula leopoldae,           | Wolfe & Wehr                       | 1987  | Betulaceae       |        |
| Fagopsis undulata           | (Knowlton) Wolfe & Wehr            | 2013  | Fagaceae         |        |
| Fothergilla dunthornei      | Radtke, Pigg, & Wehr               | 2005  | Hamamelidaceae   |        |
| Neviusia dunthornei         | DeVore, Moore, Pigg, & Wehr        | 2004  | Rosaceae         |        |
| Orontium wolfei             | Bogner, Johnson, Kvaček & Upchurch | 2007  | Araceae          |        |
| Pistillipollianthus wilsoni | Stockey & Manchester               | 1988  | incertae sedis   |        |
| Palaeocarpinus stonebergae  | Pigg, Manchester, & Wehr           | 2003  | Betulaceae       |        |
| Stonebergia                 | Wolfe & Wehr                       | 1988  | Rosaceae         |        |
| Tetracentron hopkinsii      | Pigg et al                         | 2007  | Trochodendraceae |        |
| Tsukada davidiifolia        | Wolfe & Wehr                       | 2013  | Nyssaceae        |        |
| Ulmus okanaganensis         | Denk & Dillhoff                    | 2007  | Ulmus            |        |

## Animaux

### Insectes
| Nom                     | Autorité        | Année | Famille        | Images |
| ----------------------- | --------------- | ----- | -------------- | ------ |
| Dinokanaga wilsoni      | Archibald, 2005 | 2005  | Dinopanorpidae |        |
| Eriocampa tulameenensis | Rice, 1968      | 1968  | Tenthredinidae |        |
| Pseudosiobla campbelli  | Rice, 1968      | 1968  | Tenthredinidae |        |

### Mammifères
| Name               | Autorité     | Année | Famille         | Images |
| ------------------ | ------------ | ----- | --------------- | ------ |
| Trogosus latidens, | Eberle, 2017 | 1935  | Esthonychidae\| |        |